# Atto Melani

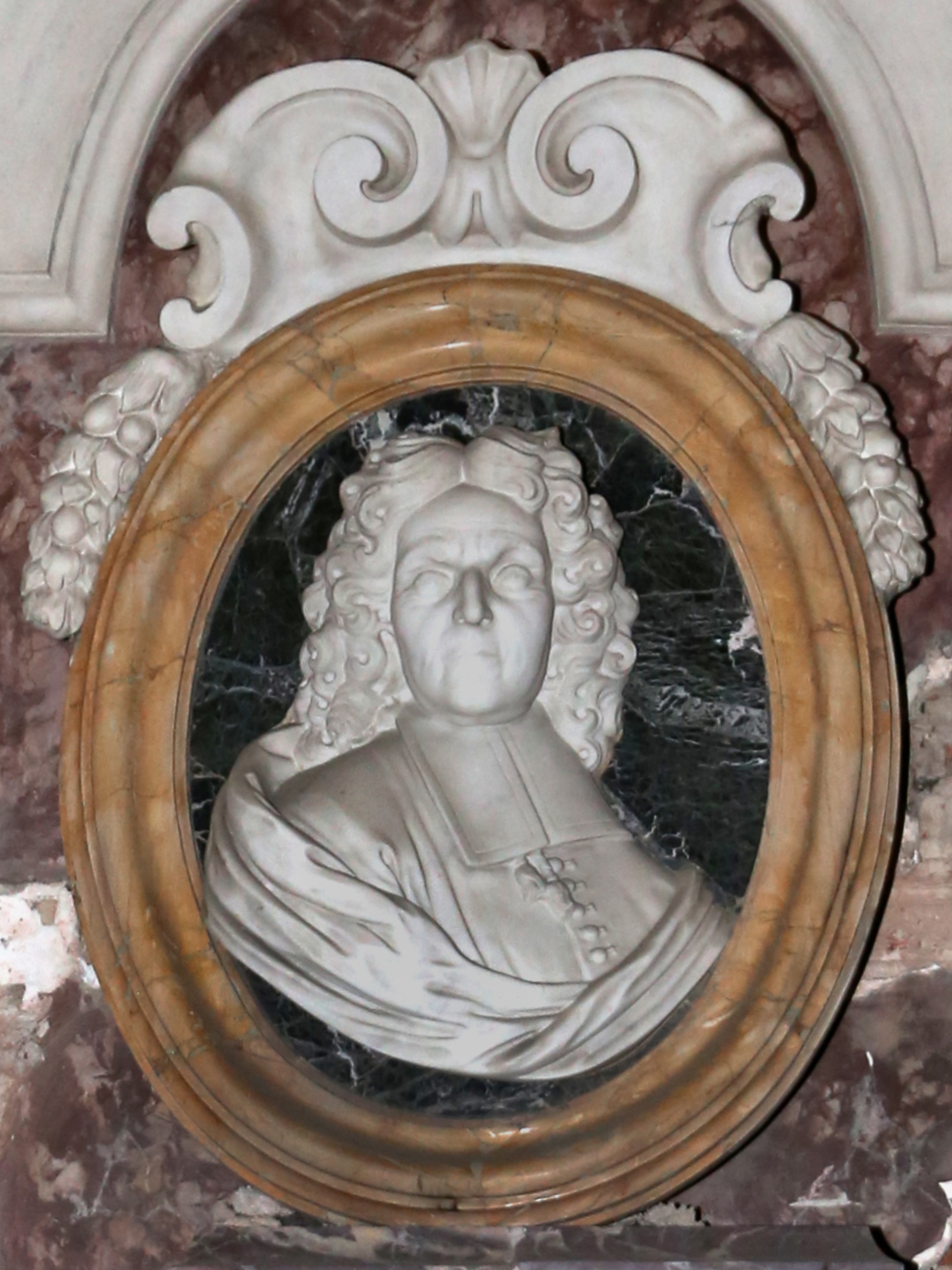
Atto Melani

Atto Melani (ur. 30 marca 1626 w Pistoi, zm. 4 stycznia 1714 w Paryżu) – francuski (pochodzenia włoskiego) dyplomata i szpieg, w młodości śpiewak-kastrat, którego zatrudniał kompozytor Luigi Rossi.
Atto był trzecim z siedmiu synów dzwonnika katedry w Pistoi. Jako mały chłopiec został wykastrowany i przeznaczony do zawodu śpiewaka. Stał się jednym z najwybitniejszych śpiewaków-kastratów, sławionym przez La Fontaina. Wierzono, że śpiew Melaniego leczy z ukąszenia żmii. Królowa Francji zanim udała się na nocny spoczynek, słuchała jego śpiewu.
Kardynał Mazzarini, który potrafił dostrzec wybitne talenty, wtajemniczył Melaniego w arkana szpiegostwa. Atto szybko się uczył. Pod pretekstem koncertów odwiedzał dwory władców, gdzie śpiewał arie, przemycając w nich zaszyfrowane wiadomości; zbierał też donosy i rozprowadzał tajne dokumenty. Po śmierci Mazzariniego Melani służył Królowi Słońce, jednemu z najpotężniejszych wówczas władców Europy. Z czasem stał się doradcą i przyjacielem kardynałów, książąt, monarchów i papieży. Chcąc przypodobać się Francji, doprowadził do wyboru na papieża zaprzyjaźnionego kardynała z Pistoi. Od tej pory Melani był jednym z najważniejszych ludzi Króla Słońce w Rzymie. Nikt jak on nie znał sztuczek i nieczystych rozgrywek konklawe.
W swoich działaniach Atto współpracował z braćmi, którzy również byli kastratami, dyplomatami, muzykami i szpiegami (jeden z nich wstąpił do zakonu; czasami wychodził na przepustkę, by śpiewać w teatrach; skończył w więzieniu za szpiegostwo). W Pistoi pisywano satyry o Melanim, których autorzy wyśmiewali jego francuskie „r”, nie kryjąc zazdrości z powodu okazałych strojów i bogactw, które zgromadził.
Atto Melani przez całe życie kochał tylko jedną kobietę, ale bez wzajemności. Była nią Maria Mancini, siostrzenica Mazzariniego i pierwsza miłość Króla Słońce. Obydwoje musieli opuścić Paryż – ona na wygnanie, on ścigany przez siepaczy. Spotkali się w Rzymie, gdy Maria była już żoną księcia Colonny. Później ich drogi ponownie się rozeszły, on powrócił do Francji, ona uciekła od męża do Hiszpanii. Nie zobaczyli się już nigdy więcej. Pisywali jedynie do siebie listy, systematycznie przez czterdzieści lat.
Melani, jak każdy dobry szpieg, pracował dla wielu panów. Często mówił za dużo i drogo za to płacił. Zdradzał i był zdradzany, wspinał się po szczeblach kariery i spadał, wielokrotnie zwyciężał i tyle samo razy przegrywał. Król Słońce, który jako dziecko bawił się z Attem i darzył go zaufaniem, przyłapawszy Melaniego na przepisywaniu swoich listów, skazał go na piętnaście lat wygnania. Również w Stolicy Apostolskiej dotykały Atta kary i nieprzyjemności. Był pogardzany, szkalowany, wyśmiewany.
W końcu jednak zdołał przełamać złą passę. Będąc już starym człowiekiem, zdołał załagodzić spór dyplomatyczny pomiędzy Wenecją a Lukką a Wenecjanie w dowód wdzięczności przyznali mu tytuł szlachecki.
Niedługo potem syn ubogiego dzwonnika dobiegł kresu życia. Atto Melani zmarł jako najdłużej żyjący kastrat wszech czasów w wieku 88 lat. Do ostatnich chwil pozostał porywczy i niepohamowany. Tuż przed śmiercią planował powrócić do Toskanii, do swoich posiadłości w Pistoi, większości których nigdy nie widział. W 1700 roku, na krótko przed konklawe, na którym wybrano Klemensa XI, napisał „Sekrety konnklawe” (tytuł oryginału: „Memoires secrets contenant les evenements plus notables des quatre dernies conclaves”).